# Палеосцинк
Палеосцинк (Palaeoscincus (лат.); от греческих слов παλαιός — «древний» и σκίγγος — «сцинк, ящерица») — сомнительный род анкилозавров. Типовой и единственный признаваемый на сегодняшний день вид, Palaeoscincus costatus, был описан по изолированному неполному зубу из среднекампанских отложений формации Джудит-Ривер (Judith River), Монтана. Как и несколько других родов динозавров, описанных Джозефом Лейди (Deinodon, Thespesius, Trachodon), это исторически важный род с запутанной таксономией, который практически вышел из научного оборота современной палеонтологии.

## Виды
С момента открытия к этому роду было отнесено семь видов, шесть из которых впоследствии были отнесены к другим родам:
- Palaeoscincus africanus, описан Робертом Брумом в 1910/1912 годах на основе частичной челюсти из титонско-валанжинских отложений в ЮАР[4]. Ныне выделен в отдельный род стегозавров Paranthodon.
- Palaeoscincus asper, сомнительный вид, описанный Лоуренсом Моррисом Ламбом в 1902 году на основе единственного зуба, образца NMC 1349 из позднекампанских отложений формации Парк Динозавров (Dinosaur Park Formation) в Альберте, Канада[5]; ныне зуб отнесён к Euoplocephalus[6].
- Palaeoscincus costatustypus, описан Лейди в 1856 году, известен по единственному зубу, экземпляру ANSP 9263, найденному Фердинандом Гайденом недалеко от города Форт-Бентон. Это был первый вид анкилозавров, описанный на основе американского материала[6]; сейчас он считается Ankylosauria incertae sedis и nomen dubium.
- Palaeoscincus latus, описанный Отниелом Чарлзом Маршем в 1892 году также на основе единственного зуба, образца YPM 4810, обнаруженного в позднемаастрихтских слоях формации Лэнс (Lance Formation) в Вайоминг[7]; считается, что зуб принадлежал неизвестному представителю Pachycephalosauridae[6].
- «P. magoder» — nomen nudum, название из фаунистического списка Karl («Charles») L. Henning[6][8], результат ошибочного принятия немецких слов «mag oder» за видовое название.
- Palaeoscincus rugosidens, описан Чарльзом Уитни Гилмором в 1930 году, — самый известный вид, череп и частичный скелет из позднекампанского яруса формации Ту-Медисин (Two Medicine) в Монтане[9], ныне известен как Edmontonia rugosidens[6], или отдельный род Chassternbergia. Именно этот вид изображался на большинстве реконструкций рода.
- Palaeoscincus tutus — переименован в Euoplocephalus tutus Эдвином Хеннигом (Edwin Hennig) в 1915 году[10].

Типовой вид P. costatus и, следовательно, род считаются неопределёнными анкилозаврами (возможно, неопределёнными нодозавридами).